# Ľ
Ľ, ľ (L с гачеком (кличкой)) — буква расширенной латиницы.

## Использование
В словацком алфавите буква Ľ называется mäkké el («мягкое эль») и исторически является упрощением сочетания L с гачеком. Она занимает 22-е место по счёту и она обозначает палатальный боковой согласный звук [ʎ], который противопоставлен переднеязычному боковому [l], который обозначается обычной буквой L l. Встречается довольно редко, например, в словах Ľudovít Štúr «Людовит Штур» или ľud «народ». Это буква отличается от похожей буквы Ĺ, которая в словацком обозначает долгий слоговой согласный звук [l̩ː]. В некоторых шрифтах заглавная и строчная Ľ выглядит как сочетание L с гачеком.
Также эта буква используется в нескольких проектах украинской латиницы, в частности в вариантах Иречека, Лучука, евро-украинском. Во всех них эта буква обозначает палатализованный боковой [lʲ], например, ллю /lʲːu/ «лью».